# The Lapins Crétins: Party of Legends
The Lapins Crétins: Party of Legends, connu en Chine sous le nom Rabbids: Adventure Party, est un party game développé par Ubisoft Chengdu et édité par Ubisoft. Il est sorti en août 2021 sur Nintendo Switch en Chine, puis le 30 juin 2022 sur Nintendo Switch, PlayStation 4, Xbox One et Google Stadia à l'international,.